# Hombre Anfibio
El Hombre Anfibio (Inglés: Amphibian-Man). Tiene cierta semejanza con el «Gill Man» visto en Creature from the Black Lagoon.

## Historial de publicaciones
Hombre Anfibio apareció por primera vez en Legión de Monstruos # 1 y fue creado por Marv Wolfman, Tony Isabella, Dave Cockrum y Sam Grainger.

## Biografía del personaje ficticio
Las especies alienígenas de Hombre Anfibio no sufrieron el concepto delirante del destino. No reinventaron tales calamidades en sus propias mentes como un llamado a misiones justas y vitales como una búsqueda de venganza. Se dieron cuenta de que el verdadero motivo de tales acciones era compartir su propio dolor con el mundo.
El tipo de Hombre Anfibio creía en un «primer motor» donde no habían levantado una mano contra otro de su tipo durante eones. Esto fue hasta que el compañero de Hombre Anfibio fue asesinado por alguien de la especie de Hombre Anfibio. Después de que sus mayores le negaron venganza, Hombre Anfibio persiguió al asesino al espacio. La búsqueda de Hombre Anfibio lo llevó a través de diferentes planetas hasta aterrizar en la Tierra hace miles de años. Muchos años después, los perforadores de petróleo despertaron al miembro asesino de la raza Hombre Anfibio. Cuando llegó Hombre Anfibio, evitó que la criatura atacara a Beth Fox. Su lucha duró hasta que un ataque con misiles destruyó el Eje # 27. Debido a que Beth Fox estaba traumatizada, su esposo Aaron Fox prometió venganza y comenzó a cazar a ambas criaturas.
Hombre Anfibio y su compañero tuvieron múltiples descendientes que fueron atrapados simultáneamente en la Tierra. Debido a la muerte de su compañero, Hombre Anfibio tuvo que criarlos por su cuenta.
En algún momento, Hombre Anfibio fue reclutado por S.H.I.E.L.D. para formar parte de los Comandos Aulladores de Nick Fury. Hombre Anfibio fue visto en el economato del Área 13 junto a John Jameson y Golem. Hombre Anfibio estaba con los Comandos Aulladores cuando lanzaron un asalto a las fuerzas de Merlín.
Deacon y Blackout consideraron a Hombre Anfibio como un posible candidato para luchar contra Ghost Rider.
Cuando la Fuerza Especial Cazadores de Monstruos de Robert Hellsgard comenzó a cazar y matar a cualquier ser que consideraran un monstruo, Hombre Anfibio se unió a la Legión de Monstruos para defender a los atacados por la Fuerza Especial Cazadores de Monstruos. La Legión de los Monstruos llevó a los sobrevivientes a los túneles abandonados de Morlock debajo de Manhattan, que habían sido un refugio para los monstruos siglos antes. La Legión de Monstruos convirtió el refugio en Monstruo Metrópolis, donde se teme que sea la última posición contra la Fuerza Especial Cazadores de Monstruos.
Los hijos de Hombre Anfibio no pudieron unirse a Hombre Anfibio en Monstruo Metrópolis ya que sus cuerpos necesitan agua limpia y las catacumbas cerca de Monstruo Metrópolis tienen un suministro escaso de agua limpia. Después de que Punisher fue muerto por el hijo de Wolverine, Daken, Hombre Anfibio estaba presente cuando los Moloids trajo los restos de Punisher a Morbius que revivió a Punisher como el Monstruo de Frankenstein como una criatura llamada FrankenCastle. Hombre Anfibio declaró que Punisher había renacido salvajemente cuando advierte a su compañero Legión de Monstruos. Le tomó a la Legión de Monstruos someter a Punisher para que pudieran terminar de arreglar su cerebro. Hombre Anfibio dejó Monstruo Metrópolis para controlar a sus hijos y fue capturado por la Fuerza Especial Cazadores de Monstruos. Hombre Anfibio fue transportado a la base de la Fuerza Especial Cazadores de Monstruos en los Alpes, donde lo torturaron para que abandonara la ubicación de Monstruo Metrópolis. Robert Hellsgard torturó a Hombre Anfibio, tratando de que le proporcionara la ubicación del refugio de monstruos; sin embargo, se resistió a la tortura. Hellsgard finalmente le mostró los cadáveres de los hijos de Hombre Anfibio, afirmando que habían renunciado a la ubicación durante su propia sesión de tortura: su tortura de Hombre Anfibio había sido para su propio placer perverso. Tras el ataque a Monstruo Metrópolis, FrankenCastle asaltó la base de la Fuerza Especial Cazadores de Monstruos para rescatar a Hombre Anfibio y los otros monstruos cautivos. Robert Hellsgard se enfrentó a la Legión de Monstruos, donde usó una sierra de arco en el pecho de Hombre Anfibio y golpeó a FrankenCastle en la cara. Hombre Anfibio logró ponerse de pie y se une a la batalla. Cuando el grupo termina siendo transportado al Limbo, Hombre Anfibio se las arregla para sacar a Robert Hellsgard de su armadura después de que lo derribaron. FrankenCastle impidió que Hombre Anfibio matara a Hellsgard como venganza por el asesinato de sus hijos. Hombre Anfibio declaró que no se parece en nada a Robert Hellsgard y que está por encima de matar por venganza mezquina. Cuando se abrió el portal a la Tierra, FrankenCastle, Hombre Anfibio y Morbius regresaron a la Tierra mientras dejaban a Robert Hellsgard en el Limbo. Hellsgard agradeció a FrankenCastle por su misericordia, a lo que Castle respondió sardónicamente: «Sí, claro ... Misericordia».
De vuelta en Monstruo Metrópolis, Hombre Anfibio resultó gravemente herido en la batalla y fue vendado. Después de que FrankenCastle fue sanado, Hombre Anfibio llevó a FrankenCastle a las celdas de Monstruo Metrópolis donde los miembros cautivos de los soldados de la Fuerza Especial Cazadores de Monstruos están retenidos y no sabían qué hacer con ellos. Como ningún tribunal los enjuiciaría, Hombre Anfibio le preguntó a FrankenCastle qué debería hacerse con ellos. Cuando FrankenCastle le entregó a Manphibian un arma y se alejó, Hombre Anfibio no tenía intención de usarla con ellos. Tras el alboroto de FrankenCastle en Tokio, Hombre Anfibio estaba con la Legión de Monstruos cuando se trataba de ayudar a Elsa Bloodstone a atraer a FrankenCastle a la Isla Monstruo.
Hombre Anfibio y Morbius ayudaron a N'Kantu, la Momia Viviente y al Hombre Lobo a capturar al hombre dimensional. Elsa Bloodstone se teletransportó a Monstruo Metrópolis con un monstruo muerto que fue detenido. Pronto se reveló que el monstruo muerto fue corrompido por una fuerza poderosa.
Cuando Red Hulk viajó a Monstruo Metrópolis, Hombre Anfibio ayudó a Red Hulk y Hombre Lobo a vencer a los monstruos aterrorizados para detener el fantasma del lado malo del Doc Samson. Hombre Anfibio y la Legión de Monstruos ayudaron a Red Hulk y al Doctor Strange a derrotar al fantasma del lado malo del Doc Samson.
Hombre Anfibio se unió a la Legión de Monstruos para evacuar Brownville para que Morbius pueda enfrentarse a Rosa que está empuñando un Ultimate Nullifier improvisado. Hombre Anfibio fue quien mantuvo a salvo a la amiga de Morbius, Becky Barnes. Siguiendo el deseo de Morbius de que Becky Barnes fuera mantenida a salvo, Manphibian se llevó a Becky Barnes lejos de los restos para mantenerla a salvo.
Hombre Anfibio fue uno de varios seres (junto con los Uncanny Avengers) capturado por Mojo para aparecer en una de las películas de Mojo. Fue emparejado con Blade, Doctor Strange, Ghost Rider, Hombre Cosa y Satana como los Vengadores de lo Sobrenatural.
Como parte del evento All-New, All-Different Marvel, Hombre Anfibio aparece como miembro de los Comandos Aulladores de S.T.A.K.E..
Hombre Anfibio estaba con los Comandos Aulladores cuando ayudaron al Viejo Logan a rescatar a Júbilo de Drácula.

## Poderes y habilidades
Hombre Anfibio posee una fuerza sobrehumana que es suficiente para arrancar un árbol de quince pies del suelo. Hombre Anfibio también tiene garras afiladas y su piel es lo suficientemente fuerte como para resistir misiles.

## Recepción
El Hombre Anfibio ocupó el puesto número 28 en una lista de los personajes monstruos de Marvel Comics en 2015.